# Bayarque
Bayarque là một đô thị thuộc tỉnh Almería, ở cộng đồng tự trị Andalusia, Tây Ban Nha. Đô thị này có diện tích 27 km², dân số năm 2005 là 250 người.

## Biến động dân số
| 1999 | 2000 | 2001 | 2002 | 2003 | 2004 | 2005 |
| ---- | ---- | ---- | ---- | ---- | ---- | ---- |
| 234  | 238  | 241  | 235  | 233  | 246  | 250  |

Nguồn: INE (Tây Ban Nha)